# Municipio de Clayton (Dakota del Norte)
El municipio de Clayton (en inglés: Clayton Township) es un municipio ubicado en el condado de Burke en el estado estadounidense de Dakota del Norte. En el año 2010 tenía una población de 34 habitantes y una densidad poblacional de 0,36 personas por km².

## Geografía
El municipio de Clayton se encuentra ubicado en las coordenadas 48°45′29″N 102°29′20″O / 48.75806, -102.48889. Según la Oficina del Censo de los Estados Unidos, el municipio tiene una superficie total de 93.4 km², de la cual 91,78 km² corresponden a tierra firme y (1,74 %) 1,62 km² es agua.

## Demografía
Según el censo de 2010, había 34 personas residiendo en el municipio de Clayton. La densidad de población era de 0,36 hab./km². De los 34 habitantes, el municipio de Clayton estaba compuesto por el 100 % blancos. Del total de la población el 0 % eran hispanos o latinos de cualquier raza.